# Eleição municipal de Atibaia em 2016
A eleição municipal da cidade de Atibaia em 2016, localizada em São Paulo – Brasil, ocorreu no dia 2 de outubro de 2016 em turno único para eleger um prefeito, um vice-prefeito e 11 vereadores para a administração da cidade na Câmara Municipal de Atibaia. Os principais candidatos à prefeitura eram Saulo Pedroso de Souza (PSB) buscando a reeleição, Beto Trícoli (PV) e Ana Paula Beathalter (PMN). Como Atibaia não possui mais de 200 mil habitantes, não haveria segundo turno. Assim, Saulo Pedroso foi reeleito com 56,52% dos votos válidos, contra 27,94% para Beto Trícoli e 15,54% para Ana Beathalter.
As 11 vagas de vereador na Câmara Municipal de Atibaia foram disputadas por 219 candidatos. O candidato mais votado foi Daniel Martini (PV/REDE) com 2,93% dos votos, sendo 1986 votos válidos.

## Antecedentes
Na eleição municipal de Atibaia em 2012, Saulo Pedroso, na época do Partido Social Democrático (PSD) foi eleito no primeiro turno para ocupar o lugar de José Bernardo Denig (PV) com 30,99% dos votos válidos contra Professor Wanderley (DEM) com 29,70%, Luiz Fernando Pugliesi (PV) com 28,77% e Promotor Arthur (PHS) com 10,54% dos votos.
Em 2014 ocorreu uma votação na Câmara Municipal de Atibaia para um projeto que reduziria o número de vereadores de 17 para 11. Foi uma votação polêmica com doze vereadores a favor e 5 votos contra.
Em fevereiro de 2016, Saulo Pedroso foi acusado pelo Ministério Público (MP) pelo crime de improbidade administrativa e teve parte de seus bens bloqueados pelo suposto superfaturamento do valor de locação do prédio do Fórum de Atibaia.
Na época, Saulo se declarou inocente, mas seu vice-prefeito Mario Inui (PROS) assumiu o cargo.
O prefeito eleito volta ao cargo em julho do mesmo ano pois, na decisão do Supremo Tribunal Federal (STF), o ministro Ricardo Lewandowiski considerou que manter o prefeito afastado seria uma condenação antecipada.
Em maio de 2017, a Justiça considerou que não havia provas suficientes para condená-lo e julgou improcedente a ação contra Saulo Pedroso. Seus bens que estavam bloqueados foram liberados. Apesar disso, a situação ainda é alvo de uma ação criminal que ainda não tem prazo para ser julgada.

## Candidatos
| Candidato(a)         | Vice                        | Partido | Coligação | Código de Registo |
| -------------------- | --------------------------- | ------- | --- | ----------------- |
| Saulo Pedroso        | Emil Ono - PROS             | PSB     | "Atibaia Sempre Em Frente" (PSB/PROS/PT/PMDB/SD/PRB/PC do B/PTC/PSC/PEN/PDT/PTN/PT do B/PRTB/DEM/PPS/PR/PSL) | 40                |
| Beto Trícoli         | Prof. Rodrigo Parras - PSDB | PV      | "Juntos por Atibaia" (PV/PSDB/REDE/PMB/PHS/PRP/PSD)                                                          | 43                |
| Ana Paula Beathalter | Milton Lopes - PMN          | PMN     | Sem coligação                                                                                                | 33                |

### Saulo Pedroso de Souza
Natural de Bragança Paulista-SP, nascido em 21 de janeiro de 1983, tem superior completo e é administrador. Em sua trajetória política, se candidatou a vereador em 2004 e ficou como suplente do cargo pelo PP. Em 2008 foi eleito ao cargo de vereador de Atibaia por média ainda pelo PP. Já em 2012 foi eleito prefeito de Atibaia pelo PSD com 30,99% dos votos válidos e em 2016 foi reeleito no cargo, já pelo PSB.
Em 2016, teve R$2.068.043,89 declarados como bens à Justiça Eleitoral.

### José Roberto Trícoli
Natural de Atibaia-SP, nascido em 22 de dezembro de 1961, tem superior completo e é arquiteto. Fundador do PV de Atibaia em 1988., começou sua vida política em 1992 quando foi eleito vereador, e em 1998 se elegeu Deputado Estadual suplente em São Paulo. Em 2000 foi eleito prefeito de Atibaia com 55,87% dos votos válidos. Se reelegeu no cargo em 2004 com 53,23% dos votos válidos. Já em 2010 foi eleito Deputado Estadual e em 2014 volta à situação de suplente à mesma posição. Em 2016 tenta novamente a prefeitura de Atibaia, obtendo 27,94% dos votos válidos, não sendo eleito..
Em 2016, teve R$1.130.100,00 declarados como bens à Justiça Eleitoral.

### Ana Paula Carvalho Beathalter
Natural de Itambé-BA, nascida em 28 de agosto de 1980, tem superior completo e atua como gerente. De 2003 a 2012 foi Secretária Municipal de Assistência e Desenvolvimento Social e Diretora do Departamento Técnico-Legislativo da Secretaria de Governo na Prefeitura de Atibaia. Em 2013, foi Assessora Parlamentar na Câmara Municipal de Atibaia. Sempre esteve engajada nas áreas de assistência social, participando de conselhos e comissões. Sua primeira e única eleição concorrida até agora foi à prefeitura de Atibaia em 2016, pelo PMN, na qual obteve 15,54% dos votos válidos, não sendo eleita..
Em 2016, não teve bens declarados à Justiça Eleitoral.

## Campanha
As principais propostas de campanha dos candidatos à prefeitura de Atibaia foram:

### Saulo Pedroso de Souza
Saulo, atual prefeito na época das eleições, disse que continuaria seu projeto de campanha na realização de obras para evitar alagamentos, expansão no número de câmeras de monitoramento, assim como modernizar a iluminação pública. Também pretendia a implantação do Bilhete Único no transporte público.

### José Roberto Trícoli
Beto expôs ideias com relação ao transporte com uma mobilidade sustentável e a implantação do Bilhete Único. Na causa animal, buscaria a criação do RG Animal, com adoção de chip e controle de zoonoses. Na área trabalhista, a prioridade seria na geração de empregos, atraindo novas empresas com políticas de incentivo fiscal.

### Ana Paula Carvalho Beathalter
Dentre suas propostas, seu principal foco era na educação e na saúde. Buscava a ampliação do número de vagas nas creches do ensino municipal para suprir toda a demanda. Assim como aumentar o atendimento nos postos de saúde para a população ter acesso à saúde preventiva, e também facilitar o agendamento de consultas e exames por telefone e internet.

## Eleitorado
Conforme o Instituto Brasileiro de Geografia e Estatística (IBGE), Atibaia tinha em 2016 aproximadamente 138.449 habitantes, sendo 104.901 deles aptos para votar na época da eleição municipal, o que equivale à 75,76% da população total da cidade.
Na eleição, que ocorreu no dia 2 de outubro de 2016, foram apuradas 309 seções (100%) com 80.646 comparecimentos (76,88%) e 24.255 abstenções (23,12%).
Na votação para prefeito, foram 65.998 votos válidos e nominais (81,84%), 4.849 votos brancos (6,01%) e 9.799 votos nulos (12,15%).
Já na votação para vereador, foram 67.849 votos válidos (84,13%) – sendo 62.974 otos nominais (92,81%) e 4.875 votos na legenda (7,19%) -, 5.701 votos brancos (7,19%) e 7.096 votos nulos (8,80%).

## Resultados

### Prefeito
| Candidato(a)           | Vice                        | Turno único 2 de outubro de 2016 | Turno único 2 de outubro de 2016 |
| Candidato(a)           | Vice                        | Total                            | %                                |
| ---------------------- | --------------------------- | -------------------------------- | -------------------------------- |
| Saulo Pedroso (PSB)    | Emil Ono (PROS)             | 37.300                           | 56,52%                           |
| Beto Trícoli (PV)      | Prof. Rodrigo Parras (PSDB) | 18.442                           | 27,94%                           |
| Ana Paula Beathalter   | Milton Lopes (PMN)          | 10.256                           | 15,54%                           |
| Total de votos válidos | Total de votos válidos      | 65.998                           | 81,84%                           |
| → Votos em branco      | → Votos em branco           | 4.849                            | 6,01%                            |
| → Votos nulos          | → Votos nulos               | 9.799                            | 12,15%                           |
| Total                  | Total                       | 80.646                           | 76,88%                           |
| Abstenções             | Abstenções                  | 24.255                           | 23,12%                           |
| Total de eleitores     | Total de eleitores          | 104.901                          | 100%                             |

### Vereadores
| Candidato             | Número | Partido               | Votos | Porcentagem |
| --------------------- | ------ | --------------------- | ----- | ----------- |
| Daniel Martini        | 18000  | REDE - REDE/PV        | 1.986 | 2,93%       |
| Prof. Fabiano de Lima | 90120  | PROS - PRB/PROS/SD    | 1.577 | 2,32%       |
| Michel Carneiro       | 65123  | PC do B - PSB/PC do B | 1.410 | 2,08%       |
| Doutor Ubiratan       | 43300  | PV - REDE/PV          | 1.269 | 1,87%       |
| Lucas Cardoso         | 40777  | PSB - PSB/PC do B     | 1.224 | 1,80%       |
| Zé Machado            | 17633  | PSL                   | 1.192 | 1,76%       |
| Ademilson Militão     | 25025  | DEM                   | 1.163 | 1,71%       |
| Miro do Gás           | 17184  | PSL                   | 1.111 | 1,64%       |
| Julio Cesar Mendes    | 90123  | PROS - PRB/PROS/SD    | 994   | 1,47%       |
| Roberta Barsotti      | 25240  | DEM                   | 956   | 1,41%       |
| Reginaldo da Van      | 40000  | PSB - PSB/PC do B     | 942   | 1,39%       |

Fonte do resultado das eleições municipais de Atibaia em 2016: TSE

## Análise
As eleições municipais de 2016 mostraram a preferência do eleitor por candidatos da direita e com discursos conservadores. Os partidos com maior número de candidatos eleitos foram PSDB, PMDB e PSD, todos da base do governo de Michel Temer. O PT começa 2017 com apenas um prefeito de capital eleito, a de Rio Branco no Acre. O partido da esquerda elegeu menos da metade da quantidade de prefeitos eleitos em 2012.
Nas capitais e municípios com mais de 200 mil eleitores, os quais representam em 93 cidades, 40% dos eleitores, percebe-se um predomínio do PSDB. Os tucanos, que estava em 18 prefeituras há quatro anos, elegeram candidatos no primeiro turno e 19 postulantes ao segundo.
Das 92 cidades possíveis, 56 tiveram segundo turno. Em 2012, foram 50 cidades que realizaram uma segunda rodada de votações. São Paulo foi o estado com mais municípios que foram ao segundo turno, 14. Ainda no Sudeste, os números foram: RJ (7), ES (4), MG (3). No Nordeste, 10 cidades tiveram novas votações. Na região Norte, apenas 4. O Centro-Oeste teve 4 cidades no segundo turno, e a região Sul, 10. Dentre as capitais, foram realizados novos pleitos nas seguintes cidades: Rio de Janeiro, Belo Horizonte, Fortaleza, Curitiba, Manaus, Recife, Porto Alegre, Belém, Goiânia, São Luís, Campo Grande, Maceió, Cuiabá, Aracaju, Porto Velho, Florianópolis, Macapá e Vitória.